# 山内弘志

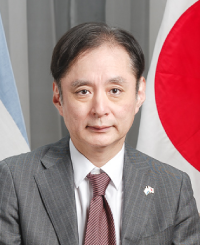
外務省より公表された公式肖像画像

山内 弘志（やまうち ひろし、1965年〈昭和40年〉2月16日 -）は、日本の外交官。

## 人物
滋賀県出身。1987年3月京都大学法学部卒業後、外務省入省。在メキシコ大使館公使、在フィリピン大使館公使、大臣官房審議官、国際情報統括官等を経て、2022年9月より駐アルゼンチン大使を務める。

## 略歴
- 昭和62年4月　外務省入省
- 平成15年8月　在ペルー日本国大使館 一等書記官
- 平成16年9月　在ペルー日本国大使館 参事官
- 平成17年8月　北米局北米第一課企画官兼大臣官房（考査・政策評価官室）
- 平成18年4月　領事局海外邦人安全課邦人テロ対策室長
- 平成20年8月　国際情報統括官付国際情報官（第二国際情報官室担当）
- 平成23年9月　在メキシコ日本国大使館 参事官
- 平成25年1月　在メキシコ日本国大使館 公使
- 平成26年8月　在イタリア日本国大使館 公使
- 平成29年9月　大臣官房参事官
- 平成30年7月　大臣官房審議官兼総合外交政策局
- 令和3年9月　国際情報統括官
- 令和4年9月　駐アルゼンチン特命全権大使[2]

## 同期
- 阿部康次（22年：駐マダガスカル大使（コモロ兼轄）、19年：フランス公使）
- 飯島俊郎（19年：宮内庁式部副長、18年：経済局審議官、16年：総合外交政策局参事官）
- 石塚英樹（23年：ジョージア大使）
- 伊澤修（25年:北大西洋条約機構（NATO）日本政府代表部大使 22年：セネガル大使）
- 植野篤志（22年：カンボジア大使、20年：国際協力局長）
- 岡野正敬（25年:国家安全保障局長 23年：外務事務次官、22年：内閣官房副長官補、21年：総合外交政策局長、19年：国際法局長）
- 小和田雅子（皇后雅子）（19年：立后、93年：皇太子妃冊立）
- 紀谷昌彦（22年：ASEAN大使、19年：シドニー総領事、17年：政策立案参事官、15年：南スーダン大使）
- 志野光子（24年：ドイツ大使、22年：国際連合日本政府代表部特命全権大使、21年：儀典長）
- 柴田裕憲（23年：エチオピア大使、20年国際協力機構理事）
- 高橋克彦（24年:政府代表・特命全権大使（国際経済・貿易担当ほか） 21年：マレーシア大使、19年：中東アフリカ局長）
- 塚田玉樹（23年：イラン大使、20年：米国特命全権公使、19年：地球規模課題審議官）
- 津川貴久（23年：農畜産業振興機構理事、20年：ベナン大使）
- 中川弘一（22年：在コルカタ総領事）
- 中川勉（23年：アフリカ連合代表部大使、21年：出入国在留管理庁審議官、18年：デトロイト総領事）
- 中田昌宏（22年：スイス公使）
- 中村和人（24年:キューバ大使 22年：ニカラグア大使）
- 中村耕一郎（24年：エストニア大使、21年：内閣情報調査室内閣衛星情報センター分析部長、18年：ウラジオストク総領事）
- 早川修（24年：ドミニカ共和国大使、22年：立命館アジア太平洋大学教授）
- 樋口義広（19年：マダガスカル大使）
- 松浦博司（24年：ケニア大使、20年：イギリス公使）
- 松田弥生（05年：弁護士）
- 丸山浩平（22年：在バンクーバー総領事、19年在釜山総領事）
- 本清耕造（24年：メキシコ大使、21年：在ジュネーブ国際機関日本政府代表部次席常駐代表、20年：軍縮不拡散・科学部長）